# Slaget ved Taliwa
Slaget ved Taliwa blev udkæmpet ved Ball Ground, Georgia i 1755. Slaget drejede sig om "ejerskabet" til jord og blev udkæmpet mellem krigere fra cherokesernes Overhill byer i Tennessee og krigere fra creek-stammen. 
Blandt deltagerne på cherokesisk side var krigshøvdingen Oconostota fra Chota og hans "byfælle" Nancy Ward, en 17-årig kvinde som efter sin mands død førte cherokeserne til sejr i slaget. Efter slaget blev hun udnævnt til "Beloved Woman of the Cherokees". 
Oconostota havde 500 krigere i sin styrke, mens creek-styrken var temmelig meget større. Slaget var et af de blodigste, som blev udkæmpet i den krig som fandt sted mellem cherokesere og creek'er i det meste af perioden fra 1720'erne til midten af 1750'erne afbrudt af korte perioder med fred. Slaget kom til at afgøre hele krigen til cheroksernes fordel. 
Det område som cherokeserne havde erobret blev i begyndelsen af det 19. århundrede centrum for cheroksernes magt inden stammens forflyttelse til indianerterritoriet.

## Historical Landmark
I Ball Ground er rejst et skilt med en tekst, der beskriver slaget. Skiltet står hvor Georgia State Route 372 krydser jernbanen. Selve slaget fandt sted omkring 4 km længere mod vest, hvor Ettohwa River møder Long Swamp Creek. 

## Eksterne links
- Fra Georgia Tribe of Eastern Cherokees hjemmeside Arkiveret 8. september 2008 hos  Wayback Machine
- Teksten på skiltet – fra Georgia Info.